# NGC 2009
NGC 2009 (другое обозначение — ESO 56-SC140) — рассеянное скопление в созвездии Золотой Рыбы, расположенное в Большом Магеллановом Облаке. Открыто Джоном Гершелем в 1834 году. Возраст скопления составляет 16 миллионов лет, абсолютная звёздная величина в полосе V — −8,0m.
Этот объект входит в число перечисленных в оригинальной редакции «Нового общего каталога».